# Agop Dilaçar
Agop Dilaçar (Istambul, 22 de maio de 1895 — Istambul, 12 de setembro de 1979) foi um linguista turco especializado em línguas turcomanas. Nasceu numa família armênia e recebeu o nome de batismo Hagop Martayan. Era proficiente em 22 idiomas

## Obras
- Les bases bio-psychologiques de la Theorie Güneş Dil (1936)
- Azeri Türkçesi (Turco azeri), 1950
- 1500ամեակի խոհեր, 1951
- Batı Türkçesi (Turco ocidental), 1953
- Lehçelerin Yazılma Tarzı
- Türk Dil ve Lehçelerinin Tasnifi Meselesi, 1954
- Աստուածաշունչը եւ աշխարհաբարը (A Bíblia e a língua armênia moderna), 1956
- Devlet Dili Olarak Türkçe (Turco como língua de estado), 1962
- Wilhelm Thomsen ve Orhon Yazıtlarının Çözülüşü, 1963
- Türk Diline Genel Bir Bakış (Panorama da língua turca), 1964
- Türkiye'de Dil Özleşmesi (Purificação linguística na Turquia), 1965
- Dil, Diller ve Dilcilik, 1968
- Kutadgu Bilig İncelemesi, 1972
- Anadili İlkeleri ve Türkiye Dışındaki Uygulamalar, 1978
- Յօդուածներ (Artigos), 2000
- Համայնապատկեր հայ մշակոյթի (Panorama da Cultura Armênia), vol. I, 2004
- Համայնապատկեր հայ մշակոյթի (Panorama da Cultura Armênia), vol. II, 2005